# 정보 디자인

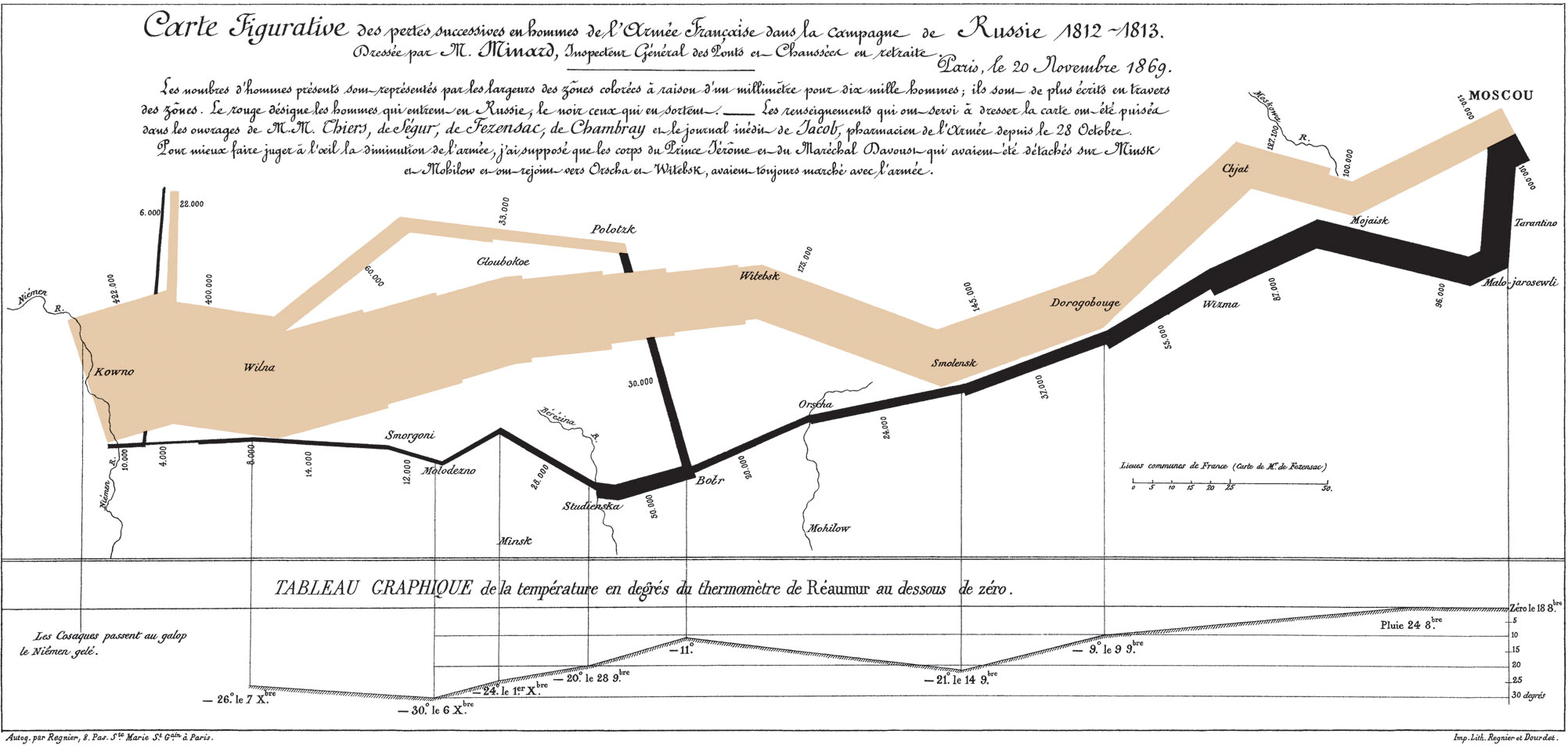
Charles Joseph Minard의 나폴레옹의 모스크바 진군 과정을 표현한 다이어그램, 1861년 작 - 초기 인포메이션 그래픽의 예.

정보 디자인(情報 design)은 정보를 구성하여 효율적으로 사용할 수 있게 하는 디자인 기술 및 업무를 말한다. 복잡하거나 구조화되지 않은 데이터를 시각적으로 표현하여 그 뜻을 명확하고 분명하게 보이게 한다.

## 시각 디자인 영역
정보 디자인은 시각 디자인의 하위 집합 혹은 시각 디자인 과정의 일부로 여겨진다. 이러한 용어를 처음으로 사용한 것은 런던의 시각 디자인 컨설턴트 펜타그램이었다. 이들은 1970년대 제품이나 다른 영역의 디자인과는 별개로 그들의 시각 디자인을 의미하는 용어로 사용했다. 이후 이 용어는 매력적이거나 예술적 표현만이 아니라, 정보를 효과적으로 전달하기 위한 수단으로서의 그래픽 디자인을 뜻하는 용어가 되었다.
정보 디자인이라는 용어는 1970년대 학제적 영역에서 부각되기 시작했다. 이 용어는 1979년 출판된 "정보 디자인 저널(Information Design Journal) "에서 통합적으로 사용되었다. 1980년대, 시각 정보 디자인의 역할에 메시지의 내용에 대한 책임이 확대되었다. 이로써 정보 디자인은 일반적인 주류 그래픽 디자인보다 많은 사용자 테스트와 연구를 필요로 하게 되었다.

## 통계와 기술 영역
1970년대, 에드워드 터프트(Edward Tufte)는 정보 디자인 분야의 개척자였던 존 터키(John Tukey)와 함께 통계 그래픽스 코스를 개발하였다. 이 코스의 교재는 정보 디자인에 대한 그의 첫 번째 책인 비주얼 디스플레이의 정량적 정보(The Visual Display of Quantitative Information)의 토대가 되었다. 이 책은 비 전문가의 인지와 정보 표현 가능성에 대한 문제를 제기했다는 평가를 받았다.
정보 그래픽스(Information graphics)라는 용어는 주로 다이어그램과 양적 정보의 시각화를 말하는 경향이 있다.
기술적 커뮤니케이션(technical communication)에서는 정보 디자인이 지정된 청중을 대상으로 한 정보 구조를 만들어 내는 역할을 한다. 이것은 서로 다른 규모에 적용될 수 있다. 큰 규모일 경우, 정보 디자인은 관련성 있는 콘텐츠를 선택하여 대상과 목적에 맞게 별도의 매뉴얼로 나누는 것을 의미한다. 중간 규모일 경우, 이것은 각각의 매뉴얼을 구성하여 개요, 개념, 사례, 참고 문헌, 정의가 포함되어 있는지, 조직 원칙을 따르는지 확인하는 것을 말한다. 작은 규모일 경우, 이것은 주제 논리를 강조하기 위한 과정으로, 쓰기, 내비게이션 단서, 페이지 디자인, 글꼴 선택, 여백을 디자인하는 것을 말한다.
때때로 컴퓨터 과학(computer science)과 정보 기술(information technology), 정보 디자인이 비슷한 용어로 쓰이지만 정보 아키텍처 (information architecture)는 정보 시스템, 데이터베이스, 자료 구조의 디자인과 데이터 모델링, 프로세스 분석을 포함하는 개념이다.

## 역사
정보 디자인은 기술의 역사와 깊은 관련이 있다. 초기 모던 정보 디자인은 이에 대한 효과적인 사례를 보여준다.
- 존 스노(John Snow)의 1850년대 런던의 치명적 콜레라 발생 원인을 정확히 지적한 스팟 지도.
- 찰스 요셉 미라드(Charles Joseph Minard)의 나폴레옹의 1812년 러시아 캠페인을 묘사한 다이어그램, 1861년.
- 오토 노이라트(Otto Neurath)의 1930년의 아이소타입(Isotype) 혹은 픽토그램 (pictograms)으로 불리는 국제적 그림 언어.

## 사용자
정보 디자이너는 매우 광범위한 사용자를 만족시키거나(예, 공항의 공공 표지판) 아주 구체적인 사용자를 만족시킬 수 있다. (예, 전화요금 청구서와 같은 정보 제품은 마켓 세분화(Market segmentation)와 정보 관리(Information management)기술에 의해 개인 맞춤화 된 고객을 대상으로 한다.) 정보 디자이너와 그들의 고객 사이에는 그래픽 디자이너와 고객 사이와는 다른 힘의 관계가 성립된다. 정보 디자이너는 그들의 고객의 이익에 봉사하면서 때로는 사용자를 위한 변호사가 되어주어야 한다.

## 요구 능력
정보 디자인에서 한 사람의 능력에 의해 넓은 범위를 그리는 경우는 좀처럼 많지 않다. 이러한 이유로, 정보 디자이너는 정보 제품의 팀 내에서 정보 디자이너와 스패셜리스트 들을 포함하여 함께 일하는 경향이 있다. 정보 디자이너는 때로는 웹 사이트를 만드는 전문 그래픽 디자이너를 표현하기도 한다.
리서치 : 
- 사용, 업무, 공동 사용과 리서치에 대한 이해. 리서치는 모든 디자인은 초기 단계에 포함됨.
- 정보 디자인 연구는 아래 중 일부 또는 전부를 포함할 수 있음.
  - 비즈니스 프로세스 조사 및 분석
  - 사용자에 대한 양적 질적 연구
  - 기존의 학술 연구에 대한 참고 (예, 인체 공학,인지 심리학)
  - 공예에 대한 지식

변환 : 
- 단어, 다이어그램, 유형화 방법을 사용하여 효과적으로 메시지를 재구성함.

명확한 의사 소통을 위한 글 : 
- 사용자가 메시지를 분명하고 분명하게 이해할 수 있도록 글을 쓰고 편집함.

그래픽과 타이포그래피 디자인 : 
- 사용자들이 제품을 실행하는 방법을 이해하기 쉽도록 정보 제품의 모양과 타이포그래피를 디자인함.

정보 시각화 : 
- 데이터를 적합한 정보로 구조화 하여 그래픽으로 표시함.

프로토 타입 제작 : 
- 사전 시각화, 모델, 토론 및 유용한 테스트를 위한 프로토 타입 제작.

시험 : 
- 프로토 타입을 테스트하기 위해 기술의 범위를 이해하고, 정보 제품의 사용에 대한 사용자들의 의견을 듣는다. 디자이너는 각 프로젝트에 적합한 방법을 선택하여 관리함.

조율 : 
- 각 분야의 전문가가 팀 내에서 각각의 특징적 범위의 능력을 잘 작동하고 발휘할 수 있도록 함과 동시에 사용자를 대표할 수 있도록 함.

접근성 : 
- 접근성이 사용자의 의도를 뜻한다는 것을 이해해야 함.
- 현실적인 위험을 평가하는 능력. 정보 디자인은 더 넓은 의식 범위에서 접근한다.

사양 : 
- 선택된 생산공정과 미디어 프로세스 에 대한 이해가 수반되어야 함.
- 산업의 넓은 범위(인쇄, 비디오, 소프트웨어, 웹, 제품 제조)에 명확하고 효과적인 전문적 능력을 갖춰야 함.

## 같이 보기
- 그래픽 디자인
- 타이포그래피
- 정보 아키텍처
- 다이어그램
- 표지
- 시각적 문해력
- 테크니컬 일러스트레이션
- 기술적 커뮤니케이션
- 통계학